# Ingibjörg Stefánsdóttir
Ingibjörg Stefánsdóttir (ur. 31 sierpnia 1972 w Reykjaviku) – islandzka wokalistka i aktorka. Ingibjörg wystąpiła w Konkursie Piosenki Eurowizji 1993 z piosenką  „Þá veistu svarið” (isl. Wtedy znasz odpowiedź) i zajęła 13 miejsce z 42 pkt. Ma 173 cm wzrostu.

## Filmografia[1]

### Aktorka
- 2002: Ktoś taki jak ja (Maður eins og ég) jako Globtroterka
- 1995: Saga Wikingów (The Viking Sagas) jako Gudrun
- 1995: Nei er ekkert svar jako Didi
- 1992: Tapeta (Veggfóður: Erótísk ástarsaga) jako Sol